# Kai Hahto
 (mai 2014).
Si vous disposez d'ouvrages ou d'articles de référence ou si vous connaissez des sites web de qualité traitant du thème abordé ici, merci de compléter l'article en donnant les références utiles à sa vérifiabilité et en les liant à la section « Notes et références ».
Kai Hahto, né le 31 décembre 1973 à Vaasa en Finlande, est le batteur des groupes finlandais Wintersun et Nightwish. Il a également été le batteur du groupe de grindcore finlandais Rotten Sound puis a quitté le groupe en 2006. Il officie dans beaucoup d'autres groupes dont le style varie du black metal au jazz, comme Swallow the Sun depuis mai 2009.
Depuis le 7 août 2014, il remplace Jukka Nevalainen dans le groupe Nightwish et participe à leur album Endless Forms Most Beautiful. Il intègre officiellement le groupe en juillet 2019, à la suite du départ définitif de Jukka Nevalainen, et à l'occasion de leur nouvel album prévu pour 2020.